# Міндікха
Міндікха (бірм. မင်းတိက္ခ; 1515 — 6 березня 1556) — 14-й володар араканської держави М'яу-У в 1554—1556 роках. Відомий також як Багадур-шах (араканською мовою звучить як Монг Тікха).

## Життєпис
Онук володаря Мінрази та син Мінбіна. Народився 1515 року. 1521 року йогот батька було призначено намісником міста Сандовей (фактично півдня держави), зяким туди перебрався Міндікха. 1531 року останній повалив свого стрийка Мінхаунга.
Брав активну участь у військових походах батька. У 1532 році очолював флот, з яким допоміг військам захопити в Бенгальського султанату порт Читтагонг. Потім (до 1533 року) також успішно діяв в гирлі Гангу. У 1538—1545 і 1545—1547 роках брав участь у війнах з імперією Таунгу. В першій кампанії забезпечив захист узбережжя, допомогаючи оборонним діям свого стрийка Аун Хла під час втиоргнення таунгуських військ. Під час другої кампанії в морській битві біля столиці 1546 року зазнав поразки відфлоту Таунгу, але не дозволив супротивнику зайняти гавань. Зрештою це дозволило витримати облогу до 1547 року, після чого ворог відступив.
1554 року після смерті батька успадкував владу. Невдовзі зазнав поразки від бенгальського султана Мухаммед-шаха, внаслідок чого поступився портом Читтагонг та визнав зверхність султана.  В подальшому здійснював підготовку нового війська та флоту.
Завершив зведення храмового комплексу Коетаунг («Дев'яносто тисяч»),  розпочатого батьком 1553 року, що став найбільшим з усіх у м. М'яу-У. Раптово помер 1556 року. Йому спадкував син Мінсохла.